# Target (film, 2012)
Pour les articles homonymes, voir Target et This Means War.
Pour plus de détails, voir Fiche technique et Distribution.
Target ou C'est la guerre au Québec (This Means War) est un film américain réalisé par McG et sorti en 2012.

## Synopsis
Franklin "FDR" Foster et Tuck Hansen sont deux agents d'élite de la CIA mais aussi les deux meilleurs amis du monde. Ils sont envoyés en mission à Hong Kong afin d'empêcher le trafiquant d'armes international Karl Heinrich d'acquérir une arme de destruction massive. Mais la mission prend une autre tournure quand Heinrich les aperçoit et parvient à s'enfuir. Au cours de leur traque, le frère d'Heinrich, Jonas, est tué. Le criminel décide à venger la mort de son frère, Foster et Hansen sont cantonnés à un travail de bureau par leur patron, Collins.
Coureur de jupons invétéré, Foster se fait passer pour un capitaine de bateau de croisière, tandis que Tuck, qui se présente comme un agent de voyage, est séparé de sa femme Katie, avec laquelle il a un fils, Joe, qui croit que son père est un faible. Après avoir été repoussé par Katie pour lui avoir proposé de dîner en famille, Tuck voit une publicité sur un site de rencontres. Sa personnalité séduit Lauren Scott, directrice d'une entreprise testant des produits, qui a été inscrit sur ce site par sa meilleure amie, Trish, pour la sortir de son marasme après une déception sentimentale. FDR insiste pour être le remplaçant de Tuck pour le rendez-vous et se cache à proximité, mais Tuck et Lauren se sont bien entendus. Peu de temps après l'entrevue, FDR rencontre Lauren dans une boutique de vidéo et tente vainement de la draguer, ne sachant qu'elle est la fille du rendez-vous de Tuck. Intrigué, FDR tombe dans l'un des groupes de test de Lauren et la force à sortir avec lui. FDR et Tuck découvrent bientôt qu'ils voient la même femme et décident de ne pas lui dire qu'ils se connaissent, de ne pas interférer avec leurs rendez-vous et de ne pas avoir de relations sexuelles avec elle, la laissant choisir entre les deux. Tuck emmène Lauren à un rendez-vous dans un cirque où elle se balance sur le trapèze et s'embrassent.
Le rendez-vous avec FDR ne se passe pas bien au début, Lauren quitte le club où FDR l’emmène. Après s'être disputé dans la rue, FDR s'éloigne de Lauren mais quelques secondes plus tard, elle voit son ex-petit ami et sa fiancée s'approcher. Désespérée, Lauren attrape FDR et l'embrasse. Elle ment à son ex en lui prétendant que FDR et elle sont ensemble, alors que FDR joue avec la ruse. Son ex et sa fiancée semblent tous deux jaloux de la passion affichée, puis se déplacent plus tard. FDR demande à Lauren de s'expliquer avant de lui suggérer de dîner dans une pizzeria voisine, où ils discutent sérieusement et parviennent à s’entendre. Plus tard, après avoir fréquenté les deux hommes à quelques reprises, Lauren se sent coupable de les fréquenter en même temps, mais Trish le persuade de tirer le meilleur parti de la situation.
À ce moment-là, les deux hommes ont détecté le domicile de Lauren et son téléphone portable afin de pouvoir l’espionner quand elle est en rendez-vous avec l’autre. Ils l’entendent dire à Trish qu’elle va avoir besoin de coucher avec eux tous les deux pour décider lequel est le bon. Cela amène les deux hommes à prendre des mesures pour s'assurer qu'elle ne couche pas avec l'autre. Après quelques rendez-vous supplémentaires, Lauren et Trish discutent des avantages et des inconvénients de rencontrer plus d'un homme, surtout depuis que Tuck a dit à Lauren qu'il l'aime. Trish dit à Lauren de ne pas choisir le meilleur gars, mais celui qui fera d'elle une meilleure femme. Après un moment, Lauren invite Tuck à déjeuner, tandis que FDR découvre que Heinrich est arrivé en ville pour prendre sa revanche. Il interrompt le rendez-vous de Lauren pour avertir son ami mais Tuck ne le croit pas. Ils s'engagent dans un combat prolongé et Lauren s'en va avec Trish après avoir découvert la vérité sur les deux hommes. Mais les deux jeunes femmes sont enlevées par Heinrich et ses hommes, poursuivis par FDR et Tuck.
FDR et Tuck secourent Lauren et Trish après une poursuite en voiture, dans laquelle ils révèlent qu'ils ne sont pas ce qu'ils prétendent être. Sur les conseils de Lauren, ils tirent les phares du SUV de Heinrich, ce qui déploie les airbags et provoque un accident. Alors que Lauren se tient directement sur le passage du SUV qui approche, FDR et Tuck, des côtés opposés de la route, la pressent de venir à leur côté. Elle est sauvée alors qu'elle choisit finalement le côté de FDR, tandis que Heinrich meurt lorsque sa voiture tombe du véhicule d'une autoroute surélevée. Lauren a décidé d'être avec FDR et Tuck s'amende avec lui, alors qu'ils déclarent leur amour fraternel les uns pour les autres, et FDR dit qu'ils sont de la famille et pour toujours. Lauren et FDR s'embrassent. La poursuite en voiture est reprise aux journaux télévisées, et Katie et Joe la voient. Joe dit à sa mère que son père n'est pas un agent de voyages. Plus tard, Joe est à sa leçon de karaté avec Tuck quand Katie vient chercher Joe. Tuck et Katie se retrouvent à nouveau et partent dîner en famille.
Peu de temps après, FDR et Tuck partent en mission. Ils sont sur le point de parachuter un hélicoptère Chinook lorsque FDR révèle qu'il épousera Lauren et demande à Tuck d'être son témoin. Il révèle qu'il a déjà couché avec Katie avant de rencontrer Tuck, mais ne se sent plus coupable parce que Tuck a couché avec Lauren. Tuck, cependant, révèle qu'ils ne sont pas allés jusqu'au bout et s'en prend avec colère à FDR au moment de sauter de l'hélicoptère en parachute.

## Fiche technique
- Titre original : This Means War
- Titre français : Target
- Titre québécois : C'est la guerre
- Réalisation : McG
- Scénario : Timothy Dowling (de) et Simon Kinberg, d'après une histoire de Timothy Dowling (de) et Marcus Gautesen
- Direction artistique : Kendelle Elliott et Eric Fraser
- Décors : Martin Laing
- Costumes : Sophie De Rakoff
- Directeur de la photographie : Russell Carpenter
- Montage : Nicolas De Toth et Jesse Driebusch
- Musique : Christophe Beck
- Production : Simon Kinberg, James Lassiter, Robert Simonds et Will Smith
  - Production déléguée : Michael Green, Jeff Kwatinetz, Brent O'Connor et Lisa Stewart
- Sociétés de production : Overbrook Entertainment et The Robert Simonds Company
- Sociétés de distribution : 20th Century Fox
- Budget : 65 millions de dollarsUS
- Pays de production :  États-Unis
- Langue originale : anglais
- Genre : comédie romantique, action, espionnage
- Format : couleur – 2,35 : 1 – 35mm / cinéma numérique - son : Dolby, Dolby Digital et DTS
- Durée : 97 minutes
- Dates de sortie : 
  - États-Unis : 17 février 2012
  - France : 21 mars 2012

## Distribution
- Chris Pine (VF : Boris Rehlinger ; VQ : Jean-François Beaupré) : Franklin Delano Roosevelt Foster dit « FDR »
- Tom Hardy (VF : Axel Kiener ; VQ : Paul Sarrasin) : Tuck Henson
- Reese Witherspoon (VF : Laura Blanc ; VQ : Aline Pinsonneault) : Lauren Scott
- Til Schweiger (VQ : Frédéric Paquet) : Heinrich
- Chelsea Handler (VF : Juliette Degenne ; VQ : Manon Arsenault) : Trish
- Rosemary Harris (VF : Marion Loran ; VQ : Élizabeth Chouvalidzé) : Nana Foster
- Daren A. Herbert (VF : Jean-Baptiste Anoumon ; VQ : Benoit Éthier) : l'agent Bothwick
- Angela Bassett (VF : Pascale Vital ; VQ : Madeleine Arsenault) : Collins
- Warren Christie (VF : Serge Faliu ; VQ : Patrice Dubois) : Steve, l'ancien mari de Lauren
- John Paul Ruttan (VQ : Nicolas Poulin) : Joe Henson
- Abigail Spencer (VF : Céline Mauge ; VQ : Magalie Lépine-Blondeau) : Katie
- Leela Savasta (VF : Pamela Ravassard) : Kelly
- Jenny Slate (VF : Laetitia Coryn) : Emily
- Laura Vandervoort : Britta
- Natassia Malthe : Xenia
- Mike Dopud : Ivan

Version française
- Société de doublage : Dubbing Brothers
- Direction artistique : Nathalie Régnier
- Adaptation des dialogues : Philippe Millet

Sources et légendes : Version française (VF) sur RS Doublage et Voxofilm ; Version québécoise (VQ) sur Doublage.qc.ca

## Production
Bradley Cooper, Colin Farrell, James Franco, Seth Rogen, Justin Timberlake et Sam Worthington ont été sollicités pour interpréter les deux héros[réf. nécessaire].
Le tournage a lieu en Colombie-Britannique au Canada (Vancouver, Burnaby et Steveston—Richmond-Est), ainsi qu'à Shanghai et Los Angeles.

## Sortie et accueil

### Box-office
Target devait sortir dans les salles américaines le 14 février 2012, mais la 20th Century Fox a reporté sa sortie trois jours plus tard pour éviter une concurrence avec Je te promets, qui devait « dominer le box-office à la Saint-Valentin ». Au lieu de cela, il est sorti en avant-première « mardi soir entre 2 000 et 2 500 salles dans le pays ». Pour son premier week-end d'exploitation, le film ne parvient qu'à prendre la cinquième place du box-office avec 17,4 millions de dollars dans 3 189 salles. Target peine à se stabiliser au box-office américain et finit son exploitation avec 54,8 millions de dollars.
Malgré la déception au box-office sur le sol américain, il fait mieux à l'étranger, puisqu'il totalise 102,2 millions de dollars de recettes à l'international, pour un total de 157 millions de dollars de recettes mondiales. En France, le film a réuni 353 021 entrées.